# Rolland Török
Rolland Török (Oradea, 25 ottobre 1990) è un cestista rumeno.

## Carriera
Con la Romania ha disputato i Campionati europei del 2017.